# Arkadia (powiat łowicki)

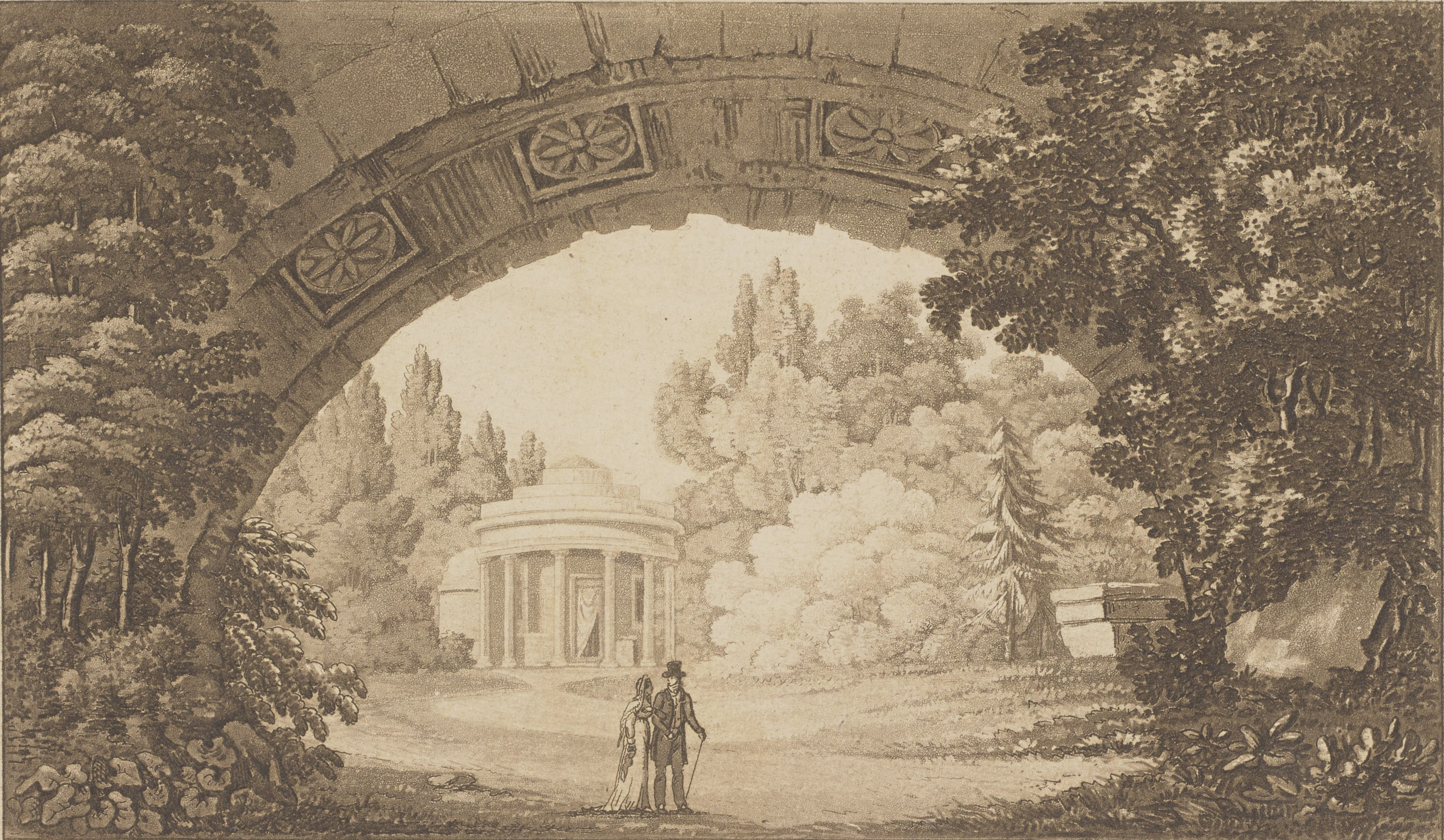
Świątynia Diany w Arkadii, grafika Fryderyka Krzysztofa Dietricha (1820)

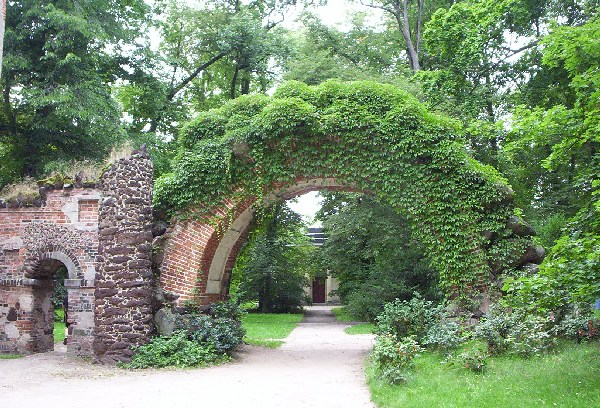
Grecki Łuk Kamienny

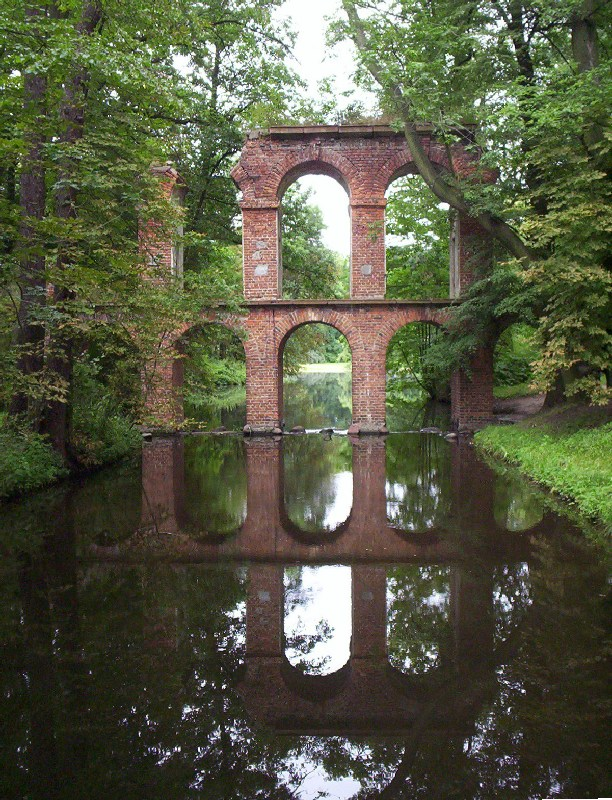
Akwedukt na Skierniewce

Arkadia – wieś położona niedaleko Łowicza, w województwie łódzkim, w powiecie łowickim, w gminie Nieborów, nad rzeką Skierniewką. W 2011 roku liczyła 234 mieszkańców. Pierwotnie wieś Łupia (Lupya).
Pierwsze wzmianki pochodzą z XV wieku. Od roku 1446 należała do kapituły łowickiej. W 1777 zakupiła ją Helena Radziwiłłowa. Książę Michał Radziwiłł stracił ją w wyniku sekwestru zaborcy.
W latach 1954–1959 wieś należała do gromady Mysłaków, następnie należała i była siedzibą władz gromady Arkadia. W latach 1975–1998 miejscowość administracyjnie należała do województwa skierniewickiego.
W Arkadii znajduje się cmentarz mariawicki z początków XX wieku. Cmentarzem opiekuje się parafia Przenajświętszego Sakramentu w Łowiczu należąca do Kościoła Starokatolickiego Mariawitów.

## Park
W Arkadii mieści się ogród romantyczny w stylu angielskim założony przez Helenę z Przeździeckich (1753–1821), żonę Michała Hieronima Radziwiłła, właściciela pobliskiego Nieborowa.
Głównym projektantem Arkadii był Szymon Bogumił Zug, część projektów była autorstwa Jana Piotra Norblina, Aleksandra Orłowskiego, Józefa Sierakowskiego, a później Henryka Ittara.
Do zakładania ogrodu księżna przystąpiła w 1778 roku, a rozwijała go i komponowała do swojej śmierci.
Budowle powstałe w parku to między innymi:
- Grota Sybilli
- Domek Gotycki
- Łuk Kamienny (Łuk Grecki)
- Dom Murgrabiego
- Świątynia Diany (z plafonem J.P. Norblina Jutrzenka)
- Akwedukt
- Przybytek Arcykapłana (z płaskorzeźbą G. Staggi Nadzieja karmiąca Chimerę)
- Mur z Hermami
- Cyrk

Przez park przepływa rzeczka Skierniewka, która tworzy staw z dwiema wyspami.
W 1945 Park w Arkadii wraz z pobliskim zespołem parkowo-pałacowym w Nieborowie stały się oddziałem Muzeum Narodowego w Warszawie.

## Zabytki
Według rejestru zabytków Narodowego Instytutu Dziedzictwa na listę zabytków wpisane są obiekty:
- Rezydencja letnia Radziwiłłów (park z pawilonami), ob. muzeum, 4 cw. XVII-XIX, nr rej.: 205/P-IV-3 z 26.10.1948, 91-VI-1 z 18.01.1962 oraz 145 z 12.08.1967:
  - Park, 1783 – XIX, nr rej.: 73/A z 19.05.1982
  - Świątynia Diany, 1783, nr rej.: 538 z 12.08.1967
  - Dom arcykapłana, 1783, nr rej.: 539 z 12.08.1967
  - Dom murgrabiego, ok. 1800, nr rej.: 540 z 12.08.1967
  - Łuk grecki, 1785, nr rej.: 541 z 12.08.1967
  - Domek gotycki, pocz, XIX, nr rej.: 542 z 12.08.1967
  - Galeria arkadowa, ok. 1800, nr rej.: 543 z 12.08.1967
  - Jaskinia Sybilli, ok. 1800, nr rej.: 544 z 12.08.1967
  - Akwedukt, 1778, 1950-52, nr rej.: 545 z 12.08.1967
  - Brama cyrku, ok. 1800, nr rej.: 546 z 12.08.1967
- Aleja przy drodze Arkadia-Nieborów, nr rej.: 1150 z 14.06.1974